# NHK陸前横田テレビ中継局
NHK陸前横田テレビ中継局（エヌエイチケイりくぜんよこたテレビちゅうけいきょく）は、岩手県陸前高田市に設置されているNHK盛岡放送局のテレビ中継局。

## 所在地
- 陸前高田市横田町字砂子田（西方高地）

## 中継局概要

### 地上アナログテレビ放送
| 放送局名          | テレビチャンネル | 空中線電力        | ERP               | 放送対象地域 | 放送区域内世帯数 | 偏波面   |
| NHK盛岡総合テレビ | 46ch             | 映像3W /音声750mW | 映像14W /音声3.5W | 岩手県       | 不明             | 水平偏波 |
| NHK盛岡教育テレビ | 48ch             | 映像3W /音声750mW | 映像14W /音声3.5W | 全国         | 不明             | 水平偏波 |

- 当初、2011年7月24日で廃局となる予定だったが、同年3月11日に発生した東日本大震災の影響により、廃局が2012年3月31日まで延期された。

## 放送エリアなど
- 陸前高田中継局からの電波が届きにくい横田町（国道340号沿い）をカバーしている。尚、在盛民放局は当地に中継局を置いておらず、周辺局を受信。